# بخش کلاور، شهرستان ماهنومن، مینه سوتا
بخش کلاور (به انگلیسی: Clover Township) یک منطقهٔ مسکونی در ایالات متحده آمریکا است که در شهرستان مانومن، مینه‌سوتا واقع شده‌است.
 بخش کلاور ۹۲٫۲ کیلومتر مربع مساحت و ۱۲۳ نفر جمعیت دارد و ۴۴۷ متر بالاتر از سطح دریا واقع شده‌است.